# چرخ‌دنگ هم‌محور
چرخ‌دنگ هم‌محور (انگلیسی: Coaxial escapement) یک سازوکار پیشرفته در ساعت‌های مکانیکی است که در سال ۱۹۷۴ توسط ساعت‌ساز بریتانیایی، جورج دانیلز، اختراع شد. این سازوکار جایگزینی برای چرخ‌دنگ لنگری است که برای قرن‌ها در ساعت‌های آونگی استفاده می‌شد.
چرخ‌دنگ هم‌محور از دو چرخ دندانه‌دار هم‌محور تشکیل شده است: یک چرخ گریز که توسط نیروی محرکه ساعت به حرکت در می‌آید و یک چرخ ثانویه که به آونگ متصل است. این دو چرخ توسط یک شاخک کوچک به هم متصل می‌شوند. شاخک به گونه‌ای طراحی شده است که با دندانه‌های هر دو چرخ به طور متناوب درگیر می‌شود و حرکت آنها را کنترل می‌کند.
هنگامی که آونگ نوسان می‌کند، شاخک به طور متناوب با دندانه‌های چرخ گریز و چرخ ثانویه درگیر می‌شود. این درگیری و رهاسازی باعث می‌شود که چرخ گریز با سرعت کنترل‌شده‌ای بچرخد و انرژی لازم برای حفظ نوسان آونگ را فراهم کند.
چرخ‌دنگ هم‌محور نسبت به چرخ‌دنگ لنگری دارای مزایای متعددی است. اصطکاک کمتری دارد و در نتیجه سایش کمتری را تجربه می‌کند. همچنین به روغن‌کاری کمتری نیاز دارد و در برابر تغییرات دما و رطوبت پایدارتر است. این عوامل باعث می‌شوند که چرخ‌دنگ هم‌محور دقت زمان‌سنجی بالاتری را نسبت به چرخ‌دنگ لنگری ارائه دهد.
به دلیل این مزایا، چرخ‌دنگ هم‌محور به سرعت در ساعت‌های مکانیکی با کیفیت بالا پذیرفته شد. امروزه، این سازوکار در بسیاری از بهترین ساعت‌های جهان، از جمله ساعت‌های مچی و ساعت‌های رومیزی، استفاده می‌شود.
اختراع چرخ‌دنگ هم‌محور یک پیشرفت بزرگ در ساعت‌سازی مکانیکی محسوب می‌شود. این سازوکار نه تنها دقت زمان‌سنجی را بهبود بخشید، بلکه قابلیت اطمینان و طول عمر ساعت‌های مکانیکی را نیز افزایش داد. امروزه، چرخ‌دنگ هم‌محور نمادی از نوآوری و تعالی در ساعت‌سازی است.